# 高塔镇
高塔镇，原为高塔乡，是中华人民共和国四川省巴中市南江县下辖的一个乡镇级行政单位。2018年撤乡设镇。。区划代码改为511922123。

## 行政区划
高塔镇下辖以下地区：
高塔社区、金盆社区、前丰村、高塔村、红庙村、青春村、五山村、大佛村、射鸿村、龙岗村、天宫村、仙庵村、高家河村、天马村和金盆村。